# M38 Wolfhound
De M38 Wolfhound was een pantserwagen uit de Tweede Wereldoorlog die geproduceerd werd door Chevrolet (General Motors). De M38 was ontworpen ter vervanging van de M8 Greyhound, alleen eindigde de oorlog voordat de massaproductie kon beginnen. Hierdoor werd de ontwikkeling geannuleerd en werden er slechts een paar prototypes gebouwd.
De M38 was bewapend met een 37 mm-kanon, in een open, draaiende toren. De wagen kon 93 projectielen vervoeren en was daarnaast bewapend met twee machinegeweren, waarvan één coaxiaal met het kanon (ze draaien gelijktijdig met elkaar mee) en één ter luchtverdediging kon worden gebruikt.

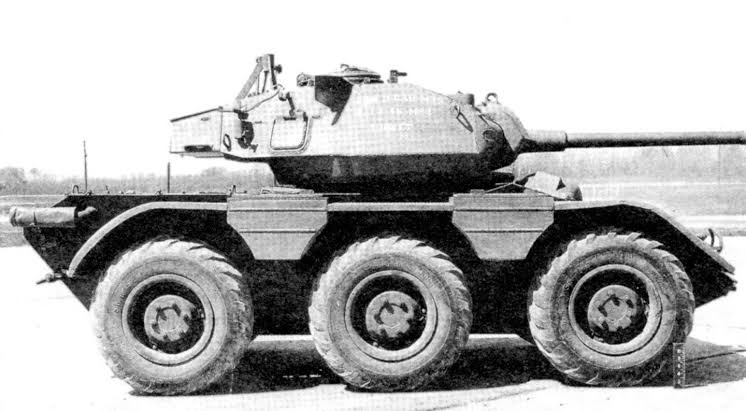
De M38 Wolfhound met de toren van de M24 Chaffee

Op een van de prototypen van de M38 Wolfhound werd de toren vervangen door de toren van een M24 Chaffee, een lichte tank, om te zien of het voertuig bewapend kon worden met zwaarder geschut.
Het uiterlijk van de Wolfhound heeft als basis gediend voor latere voertuigen als de Alvis Saladin van het Britse leger.